# Giusto de Menabuoi
Giusto de Menabuoi (né à Florence vers 1330  et mort à Padoue entre 1387 et 1391), est un peintre italien de la pré-Renaissance qui fut actif au XIVe siècle. Artiste très influencé par Giotto, Giusto de Menabuoi fut un spécialiste des scènes religieuses.

## Biographie
Giusto de Menabuoi est un élève d'Altichiero et, peut-être de Giovanni da Mlano. Originaire de Florence, il s'installe à Padoue où il instaure en quelque sorte le confluent du giottisme nordique et de certains éléments siennois : la couleur et l'espace tentent dans ses œuvres une synthèse d'un modernisme surprenant.
On possède de nombreux témoignages sur son séjour à Padoue, où il arrive en 1370 pour devenir rapidement le peintre préféré de François l'Ancien, qui lui confère la citoyenneté en 1375. Il restera à Padoue jusqu'à sa mort et y réalisera les fresques de la chapelle Cortellieri (1370), et celles de la chapelle Spisser, dans l'Église des érémitiques de Padoue (1373). Il travaille également, de 1375 à 1378, à la décoration du baptistère du Dôme de Padoue.
La période antérieure à son arrivée à Padoue est moins connue. Probablement originaire de Florence, sa première œuvre connue est le Jugement universel (1350) de l'abbaye de Viboldone, à San Giuliano Milanese, dans la province de Milan. Le travail du peintre démontre alors une connaissance si profonde de la période padouane de Giotto que les spécialistes pensent qu'il avait alors déjà effectué un premier séjour à Padoue et en Vénétie. On lui a attribué, toujours à Viboldone, la décoration de la première chapelle latérale gauche.
L'église Santa Maria di Brera, au cœur de la cité lombarde, conserve de lui quelques fragments qui témoignent d'un travail décoratif plus ample mais aujourd'hui en grande partie perdu. Il réalise également en cycle des fresques pour le portique du château Visconti à Pavie, dont on conserve encore quelques fragments.
Il est l'un de ceux qui, à la fin du Trecento, proposent des solutions spatiales d'une cohérence et d'un modernisme dont on ne trouve l'équivalent qu'un demi-siècle plus tard à Florence, comme le montre son Annonciation au baptistère de la cathédrale.

## Œuvres
- Baptistère de la cathédrale, Padoue :
  - Christ pantocrator au centre du Paradis (voûte),
  - Histoires de la Genèse (tambour),
  - Épisodes de la vie de Jésus et de Jean-Baptiste (parois),
  - Apocalypse (absidiole),
  - Madone en majesté avec l'Enfant et l'histoire de saint Jean Baptiste (polyptyque-retable).

- Basilique saint Antoine, Padoue
  - Couronnement et saints (tombe Vigonza),
  - Vies des saints Philippe et Jacques et du bienheureux Luca Belludi (chapelle Conti).

- Autres œuvres à Padoue
  - Madone à l'Enfant (fresque de la chapelle Scrovegni),
  - Madone à l'Enfant (toile de la cathédrale).

- Autres œuvres
  - Triptyque reliquaire  (abbaye de Montecassino),
  - Madone de l'humilité avec deux saints (collection privée),
  - Madone en majesté avec l'Enfant (1363), partie centrale du triptyque (Pinacothèque nationale, Pise),
  - Intérieur du triptyque : Couronnement de la Vierge, Annonciation, Nativité, Crucifixion (1367) National Gallery, Londres,
  - Extérieur du triptyque : Vie de Joachim, Anne et Marie,(1367) National Gallery, Londres.

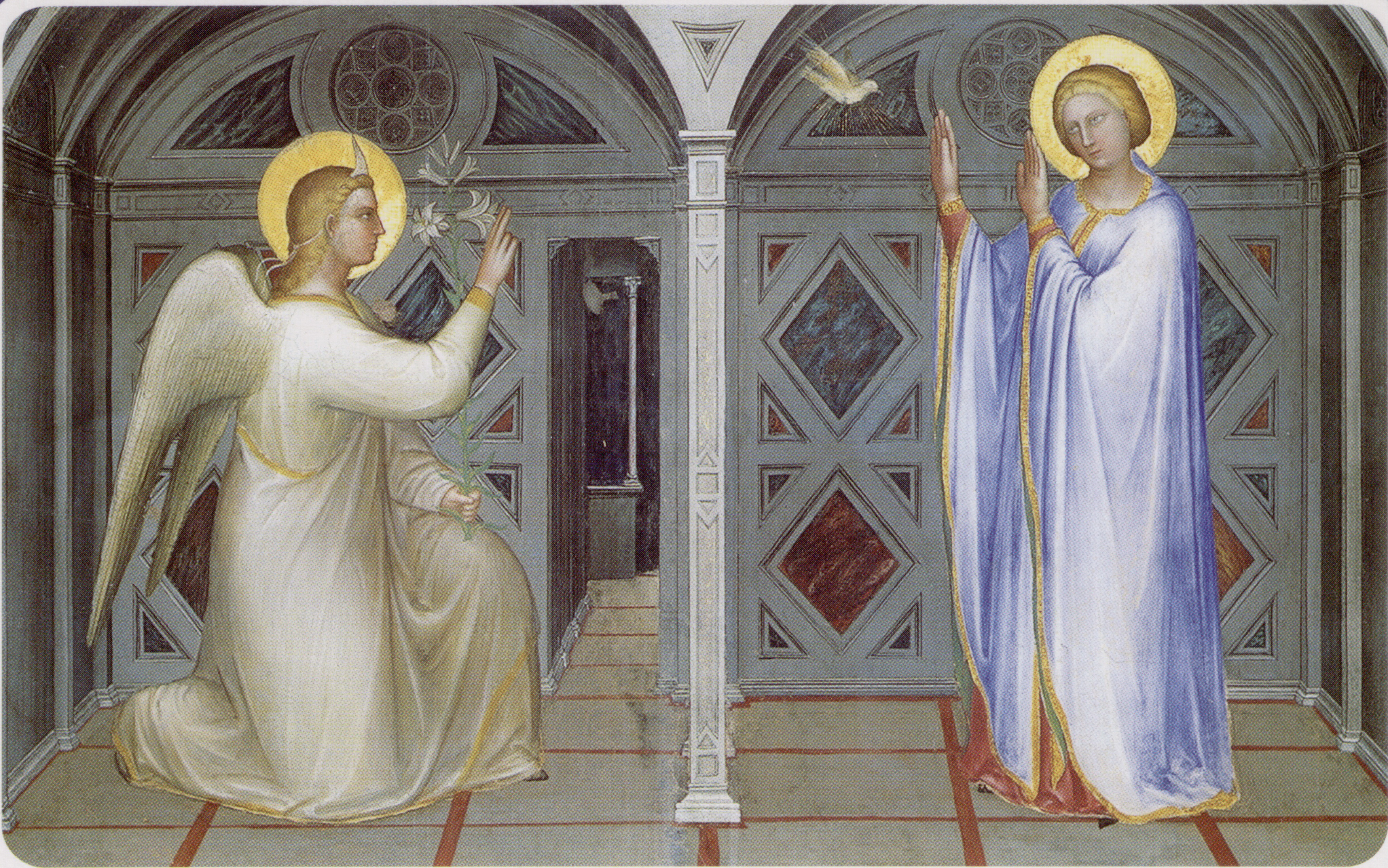
Annonciation, Baptistère de Padoue
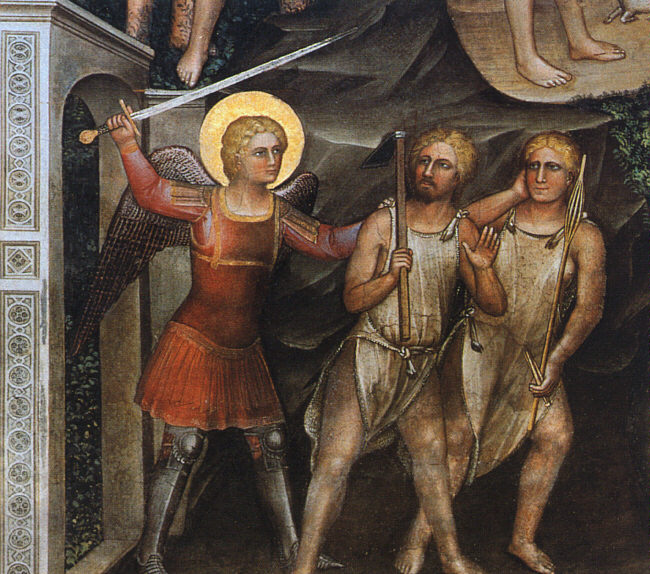
Adam et Ève, Baptistère de Padoue
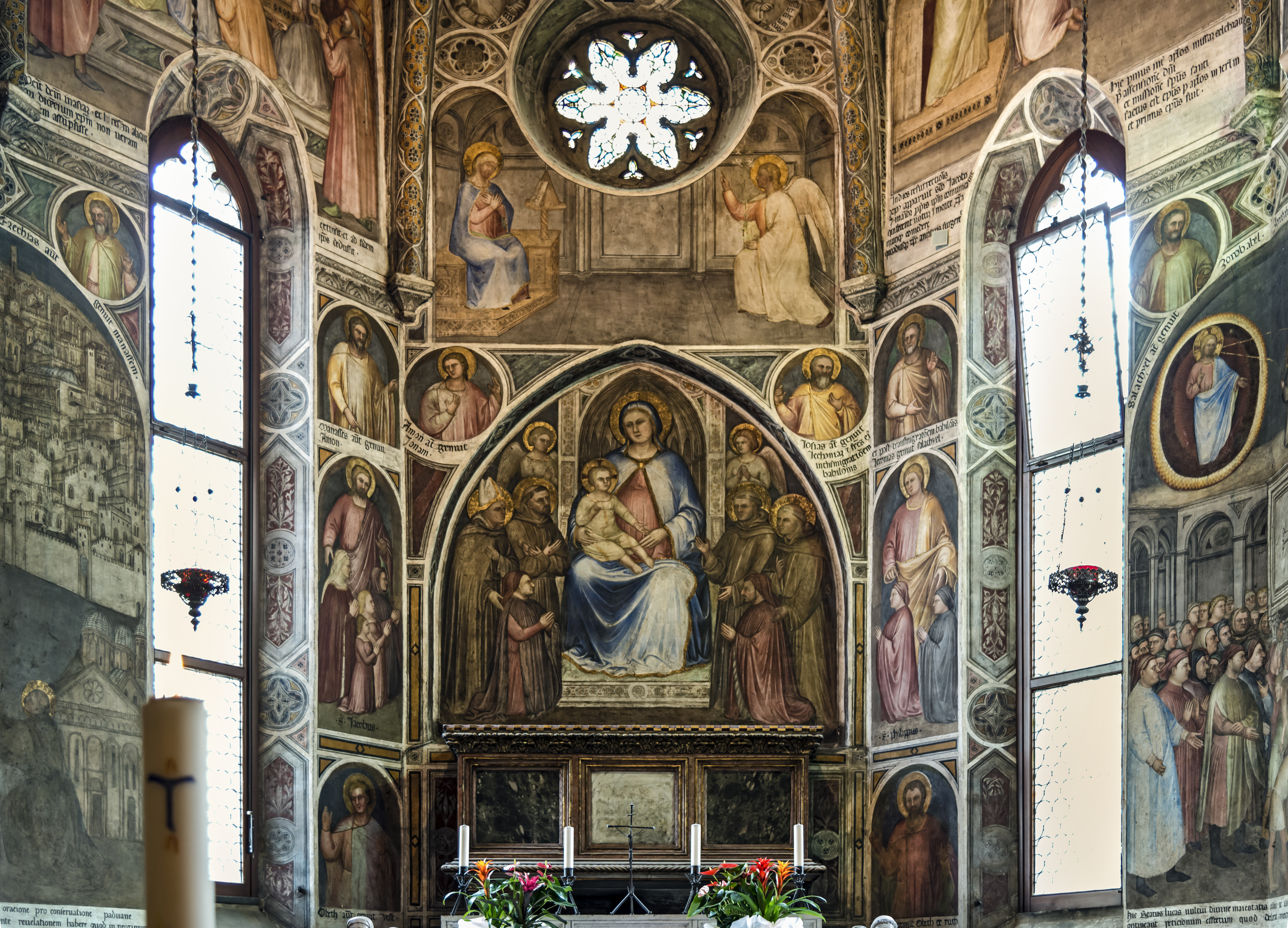
Chapelle du bienheureux Luca Belludi, Basilique saint Antoine, Padoue

## Source
- (en) Cet article est partiellement ou en totalité issu de l’article de Wikipédia en anglais intitulé « Giusto de' Menabuoi » (voir la liste des auteurs).

### Articles annexes
- Gothique international italien
- Renaissance padouane